# باشگاه فوتبال بوردو
باشگاه فوتبال بوردو (به انگلیسی: FC Girondins de Bordeaux)، یکی از باشگاه‌های فوتبال فرانسه است که متعلق به شهر بوردو می باشد. این باشگاه در ابتدا به عنوان باشگاهی چندورزشی در سال 1881 تاسیس شد.
شش بار قهرمانی در لیگ فرانسه و یک بار قهرمانی در جام یوفا عناوین این باشگاه است.
بوردو در سال ۲۰۱۶ با ثبت مبلغی نزدیک چهارصد میلیون یورو، رکورد بیشترین سود از فروش بازیکنان را ثبت کرد.